# Альціон-галатея рудий
Альціо́н-галатея рудий (Tanysiptera danae) — вид сиворакшоподібних птахів родини рибалочкових (Alcedinidae). Ендемік Папуа Нової Гвінеї.

## Опис
Довжина птаха становить 23-30 см, враховуючи довгий хвіст, вага 37-50 г. Центральні стернові пера довші за крайні, довжиною 9 см. Голова, верхня частина спини і плечі рудувато-коричневі. Надхвістя, груди і живіт рожевувато-руді. Махові пера чорні, покривні пера крил яскраво-сині. Хвіст темно-пурпурово-синій. Дзьоб червоний, лапи рожеві або оранжеві.

## Поширення і екологія
Руді альціони-галатеї мешкають на південному сході Нової Гвінеї. Вони живуть у вологих рівнинних тропічних лісах, зустрічаються переважно на висоті від 500 до 1000 м над рівнем моря. Живляться комахами, яких ловлять на землі.